# Beavis et Butt-Head
Beavis et Butt-Head (Beavis and Butt-Head ; depuis 2011 Mike Judge's Beavis and Butt-Head) est une série télévisée d'animation américaine créée par Mike Judge. La série est à l'origine tirée d'un court épisode intitulé Frog Baseball réalisé par Judge. Après avoir aperçu ce court épisode, la chaîne de télévision MTV engage Judge pour développer le concept,. Beavis et Butt-Head sont originellement diffusés aux États-Unis du 8 mars 1993 au 28 novembre 1997, puis reviennent avec de nouveaux épisodes le 27 octobre 2011,. Une neuvième saison est diffusée entre le 4 août 2022 et le 29 juin 2023.
La série est classée culte et interdite aux moins de 14 ans. Plus tard, des rediffusions sont faites sur d'autres chaines telles que Comedy Central et UPN. En 1996, la série est adaptée en un film intitulé Beavis et Butt-Head se font l'Amérique, avec une suite intitulée Beavis et Butt-head se font l'Univers (2022), sortie en 2022.
En France, la série est doublée en français et diffusée d'abord sur Canal+ dans l'émission L'Œil du cyclone, puis sur MTV France. Au Québec, la série a été diffusée en version sous-titrée à partir du 13 septembre 1997 à MusiquePlus.

## Synopsis
L'émission se centre sur deux adolescents azimutés, adorateurs de rock et heavy metal, Beavis et Butt-Head (originellement doublé par Judge), vivant dans une ville de fiction nommée Highland, au Texas. Ils ne sont apparemment sous aucune surveillance parentale, manquent particulièrement de maturité et n'ont aucun scrupule. Ils associent également ce qui est « cool » à ce qu'ils adorent comme la violence, le sexe ou la morbidité. Bien qu'ils n'aient aucune expérience avec les femmes, ils ont un très grand penchant pour le sexe. Chaque épisode possède des scènes interstitielles durant lesquelles les deux personnages ricanent ou commentent les vidéos à leur manière (d'une manière improvisée par Judge),.

## Personnages
- Beavis — Il est blond et porte un t-shirt Metallica. Il a des tendances pyromanes. Lorsqu'il consomme de grandes quantités de café ou de sucre, il devient Cornholio (en) dont le comportement est encore plus aberrant que son comportement habituel.
- Butt-Head — Il est brun, porte un appareil dentaire et un t-shirt AC/DC. Il est par contre plus perfide que Beavis. C'est généralement lui qui est à l'origine des nombreuses bêtises du duo. Il pousse souvent des rires idiots (comme huhuhu).
- Tom Anderson — Voisin de Beavis et Butt-Head, c'est un retraité et un vétéran de la Seconde Guerre mondiale et de la guerre de Corée. Il sollicite régulièrement Beavis et Butt-Head pour effectuer divers travaux de toilettage, de jardinage ou d'entretien qui se terminent à chaque fois en catastrophe. Comme Mr Anderson a une mauvaise vue, il ne reconnaît jamais très bien Beavis et Butt-Head et fait toujours appel à eux.
- David Van Driessen — Professeur à l'Highland High School, c'est un hippie. Il est une des rares personnes qui apprécient Beavis et Butt-Head ; à de nombreuses reprises, il essaye d'améliorer leur comportement en leur donnant des « leçons de vie » ou en leur proposant des activités. Il donne des cours de biologie, d'art, d'animation, d'économie politique, d'histoire, de littérature, etc. Malgré le fait qu'il se retrouve bien souvent à l'hôpital à cause des deux héros, il ne leur en veut jamais et continue de croire en eux : c'est un éternel optimiste. Il est également très engagé dans des luttes de la société actuelle notamment droit des femmes et écologie.
- Bradley « Coach » Buzzcut — D'aspect athlétique, « Coach » Buzzcut est un ancien marine. Il est professeur de l'Highland High School très sévère et très porté sur la discipline ; il n'apprécie pas Beavis et Butt-Head et est très autoritaire à leur égard. Il donne des cours d'éducation physique et de mathématiques.
- Principal McVicker — Principal de la Highland High School, il ne supporte plus Beavis et Butt-Head. À chaque nouvelle bêtise du duo, il consomme des médicaments et/ou des bouteilles d'alcool qu'il cache dans son bureau. Dans les cas extrêmes, il doit changer de pantalon.
- Daria Morgendorffer — Daria est brune et porte des lunettes ; elle est dans la même classe que Beavis et Butt Head. Surnommée Diarrhea (« diarrhée ») par ces derniers, elle est sans doute la plus intelligente de sa classe, portant un regard lucide sur leur stupidité. Elle a eu droit à sa propre série sous forme de spin-off.
- Todd Ianuzzi — Todd est le « mauvais garçon » de la série : il a une voiture, boit de la bière et manque totalement de savoir-vivre. Il brutalise et vole régulièrement les deux héros, mais bizarrement, ces deux derniers l'adulent et le trouvent « cool ».
- Stewart Stevenson — Stewart est dans la même classe que Beavis et Butt-Head. Il porte toujours son t-shirt Winger (qui provoquera d'ailleurs un conflit avec le groupe) et sert de tête de turc aux deux héros. Il est gentil et serviable ce qui finit toujours par se retourner contre lui. Son père est assez irresponsable et ne pense qu'à son travail, tandis que sa mère est l'archétype de la mère-poule : elle s'inquiète pour lui et lui fait des cookies, ce qui explique qu'il soit grassouillet. C'est également un geek : il joue beaucoup aux jeux vidéo, surtout Donjons et Dragons, et est parfois vu en compagnie des élèves un peu niais vus dans Patsies.

## Développement

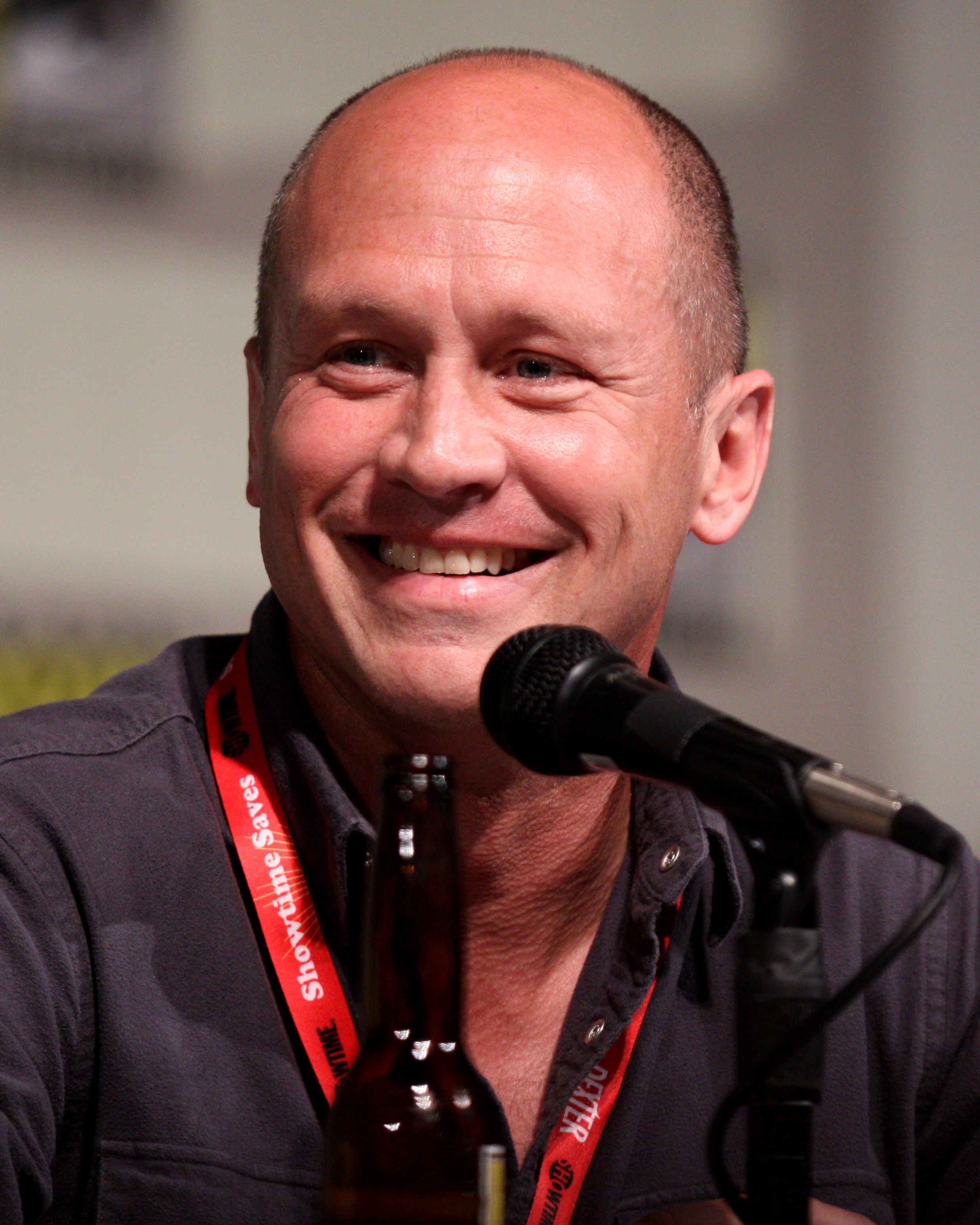
Mike Judge (ici fin 2011), créateur et doubleurs de la plupart des voix de Beavis et Butt-Head.

Une des caractéristiques de la série est de diffuser des clips entre les différentes parties de l'épisode : on voit alors Beavis et Butt-Head devant la télévision commenter à leur manière les artistes. Au fil des saisons, on peut s'apercevoir qu'ils adorent la vague grunge de Seattle (qui a déferlé juste avant sa diffusion), les Red Hot Chili Peppers (surtout Flea), AC/DC et Gwar. Ils détestent les groupes de glam rock des années 1980, les traitant sans retenue de gays (ce qui entraînera une controverse) ; pour Vanilla Ice, ils ne commenteront même pas son clip, affichant juste leur visage atterré avant de changer de chaîne.
L'émission comprend des jeux de mots en tous genres, rendant particulièrement difficile la traduction en français, et de nombreuses expressions sont intraduisibles. La série devenue culte aux États-Unis est particulièrement peu connue en France (contrairement au spin-off Daria), en conséquence de quoi le film n'eut pas un succès retentissant ; de surcroit, les doublages français ont pas mal desservi ce long métrage.
Le dessin est rudimentaire ; les premiers épisodes sont particulièrement frappants, avec des personnages animés de manière saccadée et simpliste. Les mêmes animations sont utilisées plusieurs fois, comme lorsque les deux héros sont devant la télé sans rien faire ou lorsqu'ils font semblant de jouer des instruments. Le succès de la série a engendré le film Beavis et Butt-Head se font l'Amérique sorti en 1996. La série a également engendré une série dérivée : Daria.

## Production

### Saisons 1–7 et premier film (1993–1997)
En septembre 1992, MTV fait venir Mike Judge à son siège de New York pour commander une série complète du concept. La direction approuve d'abord 35 épisodes ; le budget à sept chiffres de la série surprend Judge, qui avait réalisé les films seul pour 800 dollars. La série originale est diffusée entre 1993 et 1997 aux États-Unis. La série fait participer quatre scénaristes, qui travaillaient sur un traitement à présenter à Judge, qui le révisait ensuite pour qu'il s'imprègne de sa voix artistique. L'un des premiers scénaristes, David Felton, estime qu'il était préférable d'écrire les personnages à partir d'un état d'esprit primitif : « Les commentaires des vidéos musicales ont été plus ou moins improvisés par Judge, qui les a enregistrés avec un ingénieur à Austin ». Judge avait également essayé de faire commenter par le duo d'autres programmes de la chaîne, comme The Real World, mais il a trouvé que l'enregistrement de dialogues sur d'autres dialogues était trop déroutant pour les téléspectateurs.
Après l'écriture, les épisodes étaient scénarisés et passaient à la phase de mise en page de l'animation, avant d'être transférés sur des cels et photographiés. Pour gagner du temps, les animateurs sélectionnaient en stock différents mouvements, comme les tours de tête, afin de simplifier le montage du programme. Bien que de nombreuses premières saisons aient été réalisées sur le campus de MTV à Manhattan, Judge préférait produire l'émission depuis son domicile d'Austin ; dans un article du Los Angeles Times datant de 1994, on peut lire ce qui suit : « Judge fait des voyages occasionnels à Austin pour se rendre compte de l'importance de l'émission : « Judge se rend occasionnellement à New York pour approuver les vidéos musicales qui seront utilisées dans la série et pour s'occuper d'autres affaires, mais il travaille généralement par fax, FedEx et vidéoconférence depuis Austin » L'animation était également assurée en partie par des studios en Corée.
La première saison de l'émission est animée par J. J. Sedelmaier Productions, tandis que le reste est géré par une unité d'animation interne de MTV. Au départ, les animateurs de l'émission ont condensé le style artistique de l'émission pour le ramener à la norme de l'industrie de l'animation limitée, que Judge compare à un style de type Saturday morning (samedi matin). Il insiste sur le fait que l'émission avait l'air intentionnellement décalée : « En décrivant le style de la série, Elizabeth Kolbert du New York Times écrit : « Ils sont dessinés avec une crudité délibérée et leurs mouvements ont la qualité saccadée et malsaine des pantins ».
Il est difficile pour Judge de faire en sorte que l'émission fonctionne bien. Il est particulièrement gêné par les cinq premiers épisodes de la série, dont le style d'animation est grossier, et il est prêt à mettre fin à la série après la deuxième saison, lorsqu'il a l'impression d'être à court d'idées. Il affirme avoir trouvé un « second souffle » lors de la troisième saison de la série, où il a eu l'impression que la série atteignait son apogée, et il s'est également senti particulièrement inspiré lors de la cinquième saison. Le rythme incessant de la réalisation de la série l'épuisait, c'est pourquoi il a choisi de mettre fin à la série après l'adaptation cinématographique de 1996.

### Huitième saison (2011)
Mike Judge retrouve les personnages pour développer une saison supplémentaire du programme, qui est diffusée en 2011. John Altschuler, ancien scénariste des Rois du Texas, déclare à un journaliste de Rolling Stone qu'il avait vu des signes indiquant que Mike Judge envisageait de faire revivre Beavis and Butt-Head. À plusieurs reprises, Mike Judge dit aux scénaristes que l'une de leurs idées pour un épisode des Rois du Texas conviendrait parfaitement à Beavis et Butt-Head ; il finit par conclure : « Peut-être devrions-nous simplement faire de bons épisodes de Beavis and Butt-Head. Plus tard, une vidéo de Lady Gaga convainc Van Toffler de la viabilité d'un renouveau de Beavis et Butt-Head : « J'avais l'impression qu'il y avait toute une série de nouveaux artistes - et ce qui manquait cruellement au monde, c'était le point de vue que seuls Beavis et Butt-Head pouvaient apporter ». « Comme dans l'ancienne série, Beavis et Butt-Head sont des lycéens qui, entre autres, critiquent les vidéos musicales contemporaines. En actualisant la série pour son public de l'ère du millénaire, le duo regarde également des épisodes de Jersey Shore, des matchs de l'Ultimate Fighting Championship et des vidéos amateurs sur YouTube,. Certains personnages, comme Daria Morgendorffer, n'ont pas été repris. Selon TMZ, MTV n'avait pas demandé à Tracy Grandstaff de reprendre ce rôle ; Judge confirme que le personnage était limité à un caméo. Comme le secteur de l'animation était passé aux outils numériques dans l'intervalle, cette version a utilisé l'encre et la peinture numériques, chaque dessin étant simplement scanné dans un ordinateur et coloré.

### Retour (depuis 2022)
Plus de dix ans après la dernière itération de la série, celle-ci est relancée, cette fois à l'ère du streaming pour Paramount+. L'idée de relancer la série une deuxième fois vient de Mike Judge, qui a créé une intro de concert pour le groupe Portugal. The Man en utilisant les personnages. Il n'avait pas l'intention de reprendre les personnages, mais il trouvait amusant de faire les voix. Il a entamé des discussions avec Paramount Global, qui est accueillie avec plus d'« enthousiasme » que sa précédente incarnation sur MTV. L'émission devait initialement débuter sur Comedy Central, mais est déplacée pour contribuer au lancement de Paramount+. Ce renouveau englobe également des produits dérivés et des émissions spéciales ; un deuxième long métrage intitulé Beavis et Butt-head se font l'Univers est présenté le 23 juin 2022 pour lancer la nouvelle série. La nouvelle saison suit le 4 août 2022, et la deuxième saison débute le 20 avril 2023. En outre, en 2022, Paramount+ annonce qu'elle hébergerait la bibliothèque complète de plus de 227 épisodes originaux, nouvellement remasterisés, avec des vidéos musicales intactes pour la première fois. En 2024, seuls certains de ces épisodes ont été hébergés,.
Dans la nouvelle série, Beavis et Butt-Head entrent dans un « tout nouveau monde de la génération Z » avec des méta-thèmes qui sont censés être reconnaissable à la fois pour les nouveaux fans, qui peuvent ne pas être familiers avec la série originale, et pour les anciens. Cette itération a plusieurs épisodes qui dépeignent les personnages s'installant dans la cinquantaine, qui est un concept que Judge a suggéré pourrait être amusant au fil des ans. Lors de la promotion de son film Extract en 2009, Judge déclare : « La saison 9 poursuit le concept du multivers de Beavis et Butt-Head initialement exploré dans son prédécesseur cinématographique ; Teenage Beavis and Butt-Head et Smart Beavis and Butt-Head obtiennent également leurs propres épisodes dédiés dans la reprise,.

## Polémiques
Bien que le trait marquant des deux personnages soit leur stupidité, d'autres éléments portent à la controverse : Les deux personnages sont obsédés par la sexualité. Ils ne peuvent s'empêcher de rire dès qu'ils entendent un mot qui peut par ailleurs être utilisé dans un contexte sexuel, par exemple mount, enter, load, oral, etc. Beavis est obsédé par le feu. À plusieurs reprises, il met le feu à divers objets en criant « Fire ! Fire ! Fire ! ». Dans l'épisode Stewart's House, il fait exploser la maison de Stewart à l'aide de la cuisinière à gaz. En 1993, dans l'Ohio, un garçon de cinq ans a mis le feu au mobile home de ses parents, tuant sa petite sœur. Les parents ont alors accusé la série, bien qu'ils n'étaient pas abonnés au câble et ne pouvaient donc pas regarder MTV. Cependant, depuis cet incident, tous les épisodes avec des scènes d'incendie ne sont plus diffusés.

## Produits dérivés

### Jeux vidéo

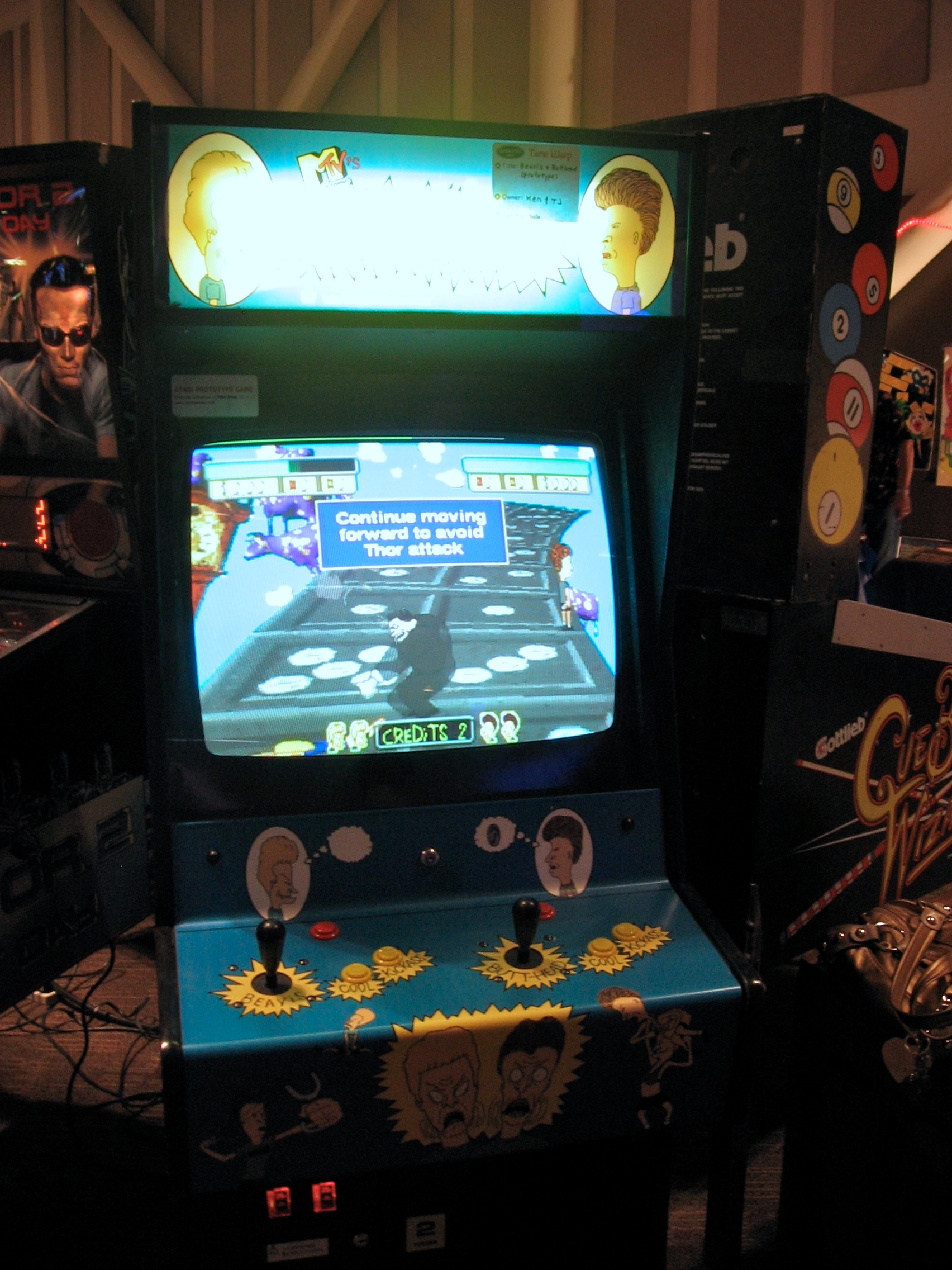
Borne d'aracade avec Beavis et Butt-Head représentés dessus.

- 1994 : Beavis and Butt-Head (Game Gear, Mega Drive/Genesis, SNES, Game Boy)
- 1995 : Beavis and Butt-Head in Virtual Stupidity (PC, PlayStation)
- 1996 : Beavis and Butt-Head in Calling All Dorks (PC)
- 1996 : Beavis and Butt-Head in Wiener Takes All (PC)
- 1996 : Beavis and Butt-Head in Little Thingies (PC)
- 1997 : Beavis and Butt-Head in Screen Wreckers (PC)
- 1998 : Beavis and Butt-Head: Bunghole in One (PC)
- 1999 : Beavis and Butt-Head Do U. (PC)

### Ouvrages
- (en) Kristofor Brown, MTV'S Beavis and Butt-Head: Travel Log, MTV Books, Pocket Books, 1997 (ISBN 0-671-01533-8).
- (en) Kristofor Brown, MTV'S Beavis and Butt-Head: Big Book of Important Stuff to Make Life Cool, Boston America Corp, 1997 (ISBN 1-889647-15-2).
- (en) Larry Doyle, MTV'S Beavis and Butt-Head: This Sucks, Change It!, MTV Books, Pocket Books, Melcher Media, 1995 (ISBN 0-671-53633-8, lire en ligne).
- (en) Larry Doyle, MTV'S Beavis and Butt-Head: Huh Huh For Hollywood, MTV Books, Pocket Books, 1996 (ISBN 0-671-00655-X).
- (en) Greg Grabianski et Aimee Keillor, MTV'S Beavis and Butt-Head: The Butt-Files, MTV Books, Pocket Books, 1997 (ISBN 0-671-01426-9).
- (en) Johnson, Sam et Chris Marcil, MTV'S Beavis and Butt-Head: This Book Sucks, MTV Books, Callaway, Pocket Books, 1993 (ISBN 0-671-89034-4, lire en ligne).
- (en) Johnson, Sam, Chris Marcil, Guy Maxtone-Graham, Kristofor Brown, David Felton, Glenn Eichler et Mike Judge, MTV'S Beavis and Butt-Head: Ensucklopedia, MTV Books, Pocket Books, 1994 (ISBN 0-671-52149-7, lire en ligne).
- (en) Mike Judge et Joe Stillman, MTV'S Beavis and Butt-Head Do America: The Official Script Book, MTV Books, Pocket Books, 1997 (ISBN 0-671-00658-4, lire en ligne).
- (en) Andy Rheingold et Scott Sonneborn, MTV'S Beavis and Butt-Head: Chicken Soup for the Butt, MTV Books, Pocket Books, 1998 (ISBN 0-671-02598-8).
- MTV'S Beavis and Butt-Head: Doodle (doodie) Book, Boston America Corp, 1996 (ISBN 1-889647-00-4).
- (en) MTV's Beavis and Butt-Head: 3-D Poster Book, Boston America Corp, 1997.
- (en) MTV's Beavis and Butt-Head: Doodle (doodie) Book #2, Boston America Corp, 1997 (ISBN 1-889647-28-4).
- (en) MTV's Beavis and Butt-Head: Sticky Things, Boston America Corp, 1997 (ISBN 1-889647-16-0).
- (en) Reading Sucks: The Collected Works of Beavis and Butt-Head, MTV, 2005 (ISBN 978-1-4165-2436-6).

### Musique
Un album inspiré de la série, The Beavis and Butt-Head Experience, sort chez Geffen Records. C'est David Geffen, l'homonyme du label, qui est à l'origine du concept de l'album. Convaincu du succès de la série dès ses débuts, il contacte MTV pour conclure un accord de cofinancement de l'album et, plus tard, du premier film. L'album comprend de nombreux groupes de hard rock et de heavy metal tels que Megadeth, Primus, Nirvana et White Zombie. De plus, Beavis et Butt-Head font un duo avec Cher sur I Got You Babe et un morceau en solo intitulé Come to Butt-Head. Le titre avec Cher donne également lieu à un clip réalisé par Tamra Davis et Yvette Kaplan. Il s'est vendu à plus de deux millions d'exemplaires dans le monde entier.
En 2015, la paire a été présentée dans des sketches commandés sur l'album Speedin' Bullet 2 Heaven de Kid Cudi.